# Newyorška odvjetnička komora
Njujorška odvjetnička komora (engleski: New York County Lawyers' Association; NYCLA) je odvjetnička komora američke savezne države New York sa sjedištem u gradu New York Cityju. 
Udruga odvjetnika okruga New York osnovana je 1908. godine jer je postojeća odvjetnička komora isključila neke odvjetnike iz članstva zbog njihove rase, spola, etničke pripadnosti ili vjere. Sastanak održan u Carnegie Hallu 1907. odlučio je stvoriti "demokratsku odvjetničku udrugu", a 143 odvjetnika su nekoliko mjeseci kasnije uvrstila NYCLA. Tijekom svoje povijesti, NYCLA je uključivala sve koji se žele pridružiti i njihov fokus je bio na aktivnoj provedbi reforme pravnog sustava.
Udruga se nalazi u Zgradi Udruge odvjetnika okruga New York u Donjem Manhattanu. On daje mišljenja o kandidatima za sudačke dužnosti, organizira forume i istrage i izražava mišljenja udruga o pitanjima koja se odnose na pravni sustav u New Yorku i sudsku praksu općenito, i osigurava kontinuirano pravno obrazovanje (CLE) za odvjetnike u New Yorku i New Jerseyju. NYCLA stvara radne skupine i objavljuje izvješća u kojima se ističu pitanja od posebne važnosti za javnu i pravnu zajednicu. NYCLA je trenutno certificirana kao akreditirani pružatelj kontinuiranog pravnog obrazovanja za New York i New Jersey.
NYCLA je odvjetnička komora organizirana u dobrotvorne i obrazovne svrhe. Njezini su ciljevi unaprijediti znanost o sudskoj praksi i promicati provedbu pravde i reforme u zakonu. Oni podižu standarde integriteta, časti i uljudnosti u pravnoj struci i njeguju duh kolegijalnosti među članovima Udruge i diljem odvjetničke komore. Glavni fokus je primijeniti svoje znanje i iskustvo u području prava na promicanje javnog dobra, te organizirati pružanje besplatnih pravnih usluga za siromašne niskim prihodima i drugim osobama u potrebi. Kroz povijest su poticali raznolikost u cijeloj pravnoj struci i osiguravali pristup pravdi za svemoguće radnje. Uvijek su održavali visoke etičke standarde.
NYCLA ima zajedničke programe članstva sa sedam manjinskih udruga. Azijsko-američka odvjetnička komora New Yorka, Udruga Indijanaca-Amerikanaca, Udruga korejsko-američkih odvjetnika iz New Yorka, Udruga lezbijki, homoseksualaca, biseksualaca i transrodnosti u New Yorku, Udruga odvjetnika Metropolitan Black, Portorikanska odvjetnička komora i južnoazijska odvjetnička komora New Yorka.